# آلیستر اسلو
آلیستر اسلو (انگلیسی: Alistair Slowe؛ زادهٔ ۱۶ اکتبر ۱۹۸۸) بازیکن فوتبال اهل بریتانیا است.
از باشگاه‌هایی که در آن بازی کرده‌است می‌توان به باشگاه فوتبال نورث‌همپتون تاون و باشگاه فوتبال یئوویل تاون اشاره کرد.